# Гликобиология
Гликобиология — новая научная дисциплина, основанная на фундаментальных исследованиях в области биохимии и молекулярной биологии. Гликобиология изучает строение, биологический синтез и биологическую роль гликанов. Гликаны являются неотъемлемой частью всего живого и встречаются в природе повсюду.(1)(2)
В биологии выделяют 4 основных группы макромолекул: ДНК, белки, жиры и гликаны, то есть углеводы. Гликаны(3) имеют особые свойства, они отличаются очень большим молекулярным разнообразием, они могут быть олигомерными или полимерными, линейными или очень разветвленными, их мономеры могут образовывать между собой самые различные соединения.

## Гликом
Гликом — это своеобразный паспорт, отражающий совокупность гликозидных комплексов организма. Можно также говорить о гликоме органа или гликоме клетки определенного типа. Гликом гораздо сложнее протеома, поскольку составляющие его базовые элементы отличаются большим разнообразием строения, а также обладают множеством возможностей для взаимодействия и образования соединений.

## Гликаны(4)
Поскольку гидроксильные группы (-OH) моносахаридов имеют пространственную ориентацию, моносахариды способны образовывать разнообразные стереоизомеры. Положение гидроксильных групп обуславливает характер связей между сахаридами. Гидроксильные группы могут заменяться другими соединениями: карбоксилами, аминами или N-ацетилами.
Гликаны обычно делят на 4 основные группы:
- моносахариды, такие как глюкоза, галактоза и фруктоза. Это простые молекулы, не вступающие в реакцию гидролиза и образующие кристаллы.
- дисахариды, такие как мальтоза, лактоза и сахароза.
- олигосахариды и полисахариды с повторяющимися звеньями, скрепленными гликозильными мостами, могут образовывать линейные или разветвленные соединения и в большинстве случаев подвержены гидролизу.
- сложные олигосахариды с неповторяющимися звеньями, связанные, как правило, белками или жирами.

До недавнего времени считалось, что гликаны являются поставщиками энергии и играют роль «строительного материала». Всего несколько лет назад биологи начали более подробно изучать гликаны, их структуру и их роль в жизнедеятельности организмов. На данный момент известно, что гликаны, связанные с белками и жирами и расположенные на поверхности клеток, участвуют в межклеточном обмене. В частности, именно гликаны контролируют распределение белков и обеспечивают отличие одной клетки от другой внутри живого организма.

## Гликобиология и медицина(5)
Уже имеющиеся на рынке лекарства, такие как гепарин, эритропоэтин и некоторые антигриппозные препараты, оказались эффективными и заставляют рассматривать гликаны в качестве нового класса медикаментов. Кроме того, ученые, занятые поиском новых средств для борьбы с раком, считают, что гликобиология открывает перед ними новые возможности (6). Противораковые, противовоспалительные и противоинфекционные средства с новыми механизмами воздействия находятся сегодня в стадии клинических испытаний. Они могут улучшить или дополнить существующие терапевтические методы.
Несмотря на то, что молекулы гликанов обладают очень сложной структурой и их по-прежнему очень трудно синтезировать и воспроизвести, эта новая область исследований внушает большие надежды на будущие результаты.

## Гликобиология и кожа
Гликобиология, которая начала быстро развиваться благодаря последним технологическим достижениям, способна дать нам более глубокое понимание причин старения кожи.
Теперь уже полностью доказано, что гликаны являются главными веществами в составе кожи и играют основную роль в её гомеостазе. Это обусловлено тем, что:
- Гликаны играют ключевую роль в процессе молекулярного и клеточного узнавания, в частности, они находятся на поверхности клеток и передают биологические сигналы(7),
- Гликаны участвуют в клеточном метаболизме: синтезе, делении, дифференциации и др.
- Гликаны необходимы для построения структуры и архитектуры тканей,

Гликаны необходимы для правильной жизнедеятельности кожи, с возрастом они претерпевают качественные и количественные изменения (8). Метаболизм и скорость передачи сигналов снижаются, структура кожи разрушается.